# Miekkailija
Miekkailija è un film del 2015 diretto da Klaus Härö.